# 曹瑞芝
曹瑞芝（1890年—1953年），字子仙，男,，山西汾城（今襄汾）人，中国水利学家。曾任山西省水利局总工程师。